# Llista de monuments de Calvià
Llista de monuments de Calvià catalogats pel consell insular de Mallorca com a Béns d'Interès Cultural en la categoria de monuments pel seu interès històric, artístic, arquitectònic, arqueològic, històric-industrial, etnològic, social, científic o tècnic.
| Monument                                                        | Tipus                | Localització                       | Coordenades                                          | Codi?         | Imatge |
| --------------------------------------------------------------- | -------------------- | ---------------------------------- | ---------------------------------------------------- | ------------- | --- |
| Creu de la Capelleta                                            | Creus de terme       | Calvià                             | 39° 33′ 58″ N, 2° 30′ 36″ E / 39.566242°N,2.510089°E | RI-51-0010266 | Creu de la Capelleta (Calvià) · Carregueu una nova foto d'aquest monument                                                                                |
| Les Rotes Velles                                                | Arq. defensiva       | Calvià                             | 39° 31′ 39″ N, 2° 29′ 03″ E / 39.527583°N,2.484267°E | RI-51-0008364 | Carregueu una nova foto d'aquest monument |
| Torre de Cala Figuera                                           | Arq. defensiva       | Calvià Cap de Cala Figuera         | 39° 27′ 30″ N, 2° 31′ 12″ E / 39.458219°N,2.520079°E | RI-51-0008365 | Torre de Cala Figuera (Calvià) · Vegeu més fotos d'aquest monument · Carregueu una nova foto d'aquest monument                                           |
| Torre de sa Porrassa                                            | Arq. defensiva       | Calvià Punta de sa Porrassa        | 39° 30′ 41″ N, 2° 32′ 46″ E / 39.511367°N,2.546085°E | RI-51-0008366 | Torre de sa Porrassa (Calvià) · Vegeu més fotos d'aquest monument · Carregueu una nova foto d'aquest monument                                            |
| Torre de Portals Vells, o des Moro                              | Arq. defensiva       | Calvià Sol de Mallorca             | 39° 28′ 30″ N, 2° 31′ 32″ E / 39.475105°N,2.525522°E | RI-51-0008367 | Torre de Portals Vells (Calvià) · Carregueu una nova foto d'aquest monument                                                                              |
| Possessió de Santa Ponça                                        | Arq. defensiva       | Calvià Autovia de Ponent           | 39° 31′ 12″ N, 2° 29′ 46″ E / 39.520118°N,2.496047°E | RI-51-0008368 | Carregueu una nova foto d'aquest monument |
| Son Boira                                                       | Arq. defensiva       | Calvià                             | 39° 33′ 38″ N, 2° 27′ 29″ E / 39.560659°N,2.457955°E | RI-51-0008369 | Carregueu una nova foto d'aquest monument |
| Castellot de Santa Ponça                                        | Arq. defensiva       | Calvià Cala de Santa Ponça         | 39° 31′ 11″ N, 2° 28′ 04″ E / 39.519783°N,2.467726°E | RI-51-0008370 | Carregueu una nova foto d'aquest monument |
| Torre de ses Illetes                                            | Arq. defensiva       | Calvià Ses Illetes                 | 39° 31′ 47″ N, 2° 35′ 20″ E / 39.529652°N,2.588761°E | RI-51-0008371 | Torre de ses Illetes (Calvià) · Vegeu més fotos d'aquest monument · Carregueu una nova foto d'aquest monument                                            |
| Son Alfonso                                                     | Arq. defensiva       | Calvià                             | 39° 34′ 11″ N, 2° 28′ 33″ E / 39.569746°N,2.475865°E | RI-51-0008372 | Carregueu una nova foto d'aquest monument |
| Son Boronat                                                     | Arq. defensiva       | Calvià                             | 39° 33′ 56″ N, 2° 32′ 17″ E / 39.565666°N,2.5381°E   | RI-51-0008373 | Carregueu una nova foto d'aquest monument |
| Son Vic Vell                                                    | Arq. defensiva       | Calvià                             | 39° 33′ 28″ N, 2° 27′ 38″ E / 39.557672°N,2.46054°E  | RI-51-0008374 | Carregueu una nova foto d'aquest monument |
| Torà                                                            | Arq. defensiva       | Calvià                             | 39° 33′ 00″ N, 2° 28′ 34″ E / 39.549979°N,2.476082°E | RI-51-0008375 | Carregueu una nova foto d'aquest monument |
| Fortí d'Illetes                                                 | Arq. defensiva       | Calvià                             | 39° 32′ 13″ N, 2° 35′ 17″ E / 39.537024°N,2.587976°E | RI-51-0009121 | Fortí d'Illetes (Calvià) · Vegeu més fotos d'aquest monument · Carregueu una nova foto d'aquest monument                                                 |
| Habitació prehistòrica de Benàtiga Vell. Es Puig                | Monument arqueològic | Calvià                             | 39° 34′ 41″ N, 2° 32′ 08″ E / 39.578170°N,2.535495°E | RI-51-0001832 | Carregueu una nova foto d'aquest monument |
| Restes prehistòriques de Benicoraix                             | Monument arqueològic | Calvià                             | 39° 35′ 23″ N, 2° 29′ 22″ E / 39.589764°N,2.489419°E | RI-51-0001833 | Carregueu una nova foto d'aquest monument |
| Restes prehistòriques des Burotell / Es Porrassaret             | Monument arqueològic | Calvià                             | 39° 35′ 01″ N, 2° 32′ 13″ E / 39.583656°N,2.536857°E | RI-51-0001834 | Carregueu una nova foto d'aquest monument |
| Conjunt prehistòric des Burotell / Coma de s'Aigo               | Monument arqueològic | Calvià                             | 39° 35′ 19″ N, 2° 32′ 20″ E / 39.588546°N,2.538908°E | RI-51-0001835 | Conjunt prehistòric des Burotell / Coma de s'Aigo (Calvià) · Modifica el valor a Wikidata · Carregueu una nova foto d'aquest monument                    |
| Restes prehistòriques des Burotell / Ses Rafalasses             | Monument arqueològic | Calvià                             | 39° 35′ 01″ N, 2° 32′ 14″ E / 39.583583°N,2.537205°E | RI-51-0001836 | Carregueu una nova foto d'aquest monument |
| Cova de Cala Figuera                                            | Monument arqueològic | Calvià                             | 39° 27′ 46″ N, 2° 31′ 08″ E / 39.462777°N,2.518826°E | RI-51-0001837 | Carregueu una nova foto d'aquest monument |
| Cova de sa Cova                                                 | Monument arqueològic | Calvià                             | 39° 34′ 00″ N, 2° 26′ 37″ E / 39.56667°N,2.44370°E   | RI-51-0001838 | Carregueu una nova foto d'aquest monument |
| Restes prehistòriques de Galatzó / S'Argolla                    | Monument arqueològic | Calvià                             | 39° 35′ 57″ N, 2° 27′ 58″ E / 39.599046°N,2.466043°E | RI-51-0001839 | Restes prehistòriques de Galatzó / S'Argolla (Calvià) · Modifica el valor a Wikidata · Carregueu una nova foto d'aquest monument                         |
| Restes prehistòriques de Galatzó / Es Castellàs                 | Monument arqueològic | Calvià                             | 39° 35′ 59″ N, 2° 27′ 35″ E / 39.5998°N,2.4597°E     | RI-51-0001840 | Carregueu una nova foto d'aquest monument |
| Restes prehistòriques de Galatzó / Es Castellet                 | Monument arqueològic | Calvià                             | 39° 36′ 41″ N, 2° 28′ 41″ E / 39.611339°N,2.478194°E | RI-51-0001841 | Carregueu una nova foto d'aquest monument |
| Turó fortificat de Galatzó / Dalt de sa Coma de s'Almangre      | Monument arqueològic | Calvià                             | 39° 36′ 08″ N, 2° 27′ 30″ E / 39.602156°N,2.458460°E | RI-51-0001842 | Carregueu una nova foto d'aquest monument |
| Restes prehistòriques de Galatzó / Sa Font d'en Debades         | Monument arqueològic | Calvià                             | 39° 36′ 39″ N, 2° 29′ 00″ E / 39.610839°N,2.483438°E | RI-51-0001843 | Carregueu una nova foto d'aquest monument |
| Conjunt prehistòric de Galatzó / Es Pinotells                   | Monument arqueològic | Calvià                             | 39° 37′ 52″ N, 2° 27′ 51″ E / 39.631033°N,2.464049°E | RI-51-0001844 | Carregueu una nova foto d'aquest monument |
| Turó fortificat de Galatzó / Es Caragol                         | Monument arqueològic | Calvià                             | 39° 36′ 44″ N, 2° 28′ 41″ E / 39.612167°N,2.478186°E | RI-51-0001845 | Carregueu una nova foto d'aquest monument |
| Turó fortificat de Galatzó / Puig des Senyor                    | Monument arqueològic | Calvià                             | 39° 36′ 39″ N, 2° 27′ 57″ E / 39.610759°N,2.465953°E | RI-51-0001846 | Carregueu una nova foto d'aquest monument |
| Turó fortificat de Galatzó / Ses Sínies                         | Monument arqueològic | Calvià                             | 39° 37′ 32″ N, 2° 27′ 49″ E / 39.625615°N,2.463520°E | RI-51-0001847 | Turó fortificat de Galatzó / Ses Sínies (Calvià) · Modifica el valor a Wikidata · Carregueu una nova foto d'aquest monument                              |
| Restes prehistòriques de Galatzó / Torrent de ses Planes        | Monument arqueològic | Calvià                             |                                                      | RI-51-0001848 | Carregueu una nova foto d'aquest monument |
| Cova de Gènova / Cova de la Mort                                | Monument arqueològic | Calvià                             |                                                      | RI-51-0001849 | Carregueu una nova foto d'aquest monument |
| Habitació prehistòrica de Peguera / Collet des Moro             | Monument arqueològic | Calvià                             | 39° 33′ 03″ N, 2° 27′ 30″ E / 39.550805°N,2.458277°E | RI-51-0001850 | Carregueu una nova foto d'aquest monument |
| Talaiot de Peguera / Puig des Collet des Moro                   | Monument arqueològic | Calvià                             | 39° 33′ 06″ N, 2° 27′ 28″ E / 39.551703°N,2.457700°E | RI-51-0001851 | Carregueu una nova foto d'aquest monument |
| Cova de sa Porrassa / Caló de sa Nostra Dona                    | Monument arqueològic | Calvià                             | 39° 29′ 09″ N, 2° 31′ 34″ E / 39.485776°N,2.526215°E | RI-51-0001852 | Carregueu una nova foto d'aquest monument |
| Talaiot de sa Porrassa / Can Ferrer                             | Monument arqueològic | Calvià Carrer Orenella. Son Ferrer | 39° 29′ 36″ N, 2° 29′ 56″ E / 39.493320°N,2.498846°E | RI-51-0001853 | Talaiot de sa Porrassa / Can Ferrer (Calvià) · Vegeu més fotos d'aquest monument · Carregueu una nova foto d'aquest monument                             |
| Cova de sa Porrassa / Can Sastre / Cova Forta                   | Monument arqueològic | Calvià                             |                                                      | RI-51-0001854 | Carregueu una nova foto d'aquest monument |
| Cova de sa Porrassa / Can Vairet                                | Monument arqueològic | Calvià                             | 39° 29′ 33″ N, 2° 29′ 56″ E / 39.492599°N,2.498851°E | RI-51-0001855 | Carregueu una nova foto d'aquest monument |
| Cova de sa Porrassa / Cala Portals Vells                        | Monument arqueològic | Calvià                             | 39° 28′ 18″ N, 2° 31′ 22″ E / 39.471795°N,2.522822°E | RI-51-0001856 | Cova de sa Porrassa / Cala Portals Vells (Calvià) · Vegeu més fotos d'aquest monument · Carregueu una nova foto d'aquest monument                        |
| Turó fortificat de Santa Ponça / Puig de sa Morisca             | Monument arqueològic | Calvià                             | 39° 30′ 24″ N, 2° 28′ 48″ E / 39.506753°N,2.480127°E | RI-51-0001857 | Turó fortificat de Santa Ponça / Puig de sa Morisca (Calvià) · Vegeu més fotos d'aquest monument · Carregueu una nova foto d'aquest monument             |
| Restes prehistòriques de Son Boronat / Ses Pedreretes           | Monument arqueològic | Calvià                             |                                                      | RI-51-0001858 | Carregueu una nova foto d'aquest monument |
| Habitació prehistòrica de Son Boronat / Rota d'en Muntanya      | Monument arqueològic | Calvià                             | 39° 34′ 02″ N, 2° 32′ 08″ E / 39.56724°N,2.53542°E   | RI-51-0001859 | Carregueu una nova foto d'aquest monument |
| Conjunt prehistòric de Son Bugadelles / Es Pinar                | Monument arqueològic | Calvià                             | 39° 31′ 44″ N, 2° 31′ 04″ E / 39.528991°N,2.517776°E | RI-51-0001860 | Carregueu una nova foto d'aquest monument |
| Restes prehistòriques de Son Colomar                            | Monument arqueològic | Calvià Desaparegut                 | 39° 33′ 43″ N, 2° 29′ 47″ E / 39.56201°N,2.49649°E   | RI-51-0001861 | Carregueu una nova foto d'aquest monument |
| Turó fortificat de Son Font / Puig de Cas Meler                 | Monument arqueològic | Calvià                             | 39° 34′ 41″ N, 2° 30′ 38″ E / 39.578077°N,2.510462°E | RI-51-0001862 | Carregueu una nova foto d'aquest monument |
| Cova de Son Llebre / Cova des Llenyeters                        | Monument arqueològic | Calvià                             | 39° 28′ 57″ N, 2° 30′ 21″ E / 39.482537°N,2.505888°E | RI-51-0001863 | Carregueu una nova foto d'aquest monument |
| Cova de Son Massot / Cala Salamó                                | Monument arqueològic | Calvià                             | 39° 29′ 37″ N, 2° 31′ 57″ E / 39.49363°N,2.53248°E   | RI-51-0001864 | Carregueu una nova foto d'aquest monument |
| Talaiot de Son Massot / Sa Barraca de l'Amo                     | Monument arqueològic | Calvià                             | 39° 29′ 50″ N, 2° 31′ 37″ E / 39.497313°N,2.527067°E | RI-51-0001865 | Carregueu una nova foto d'aquest monument |
| Habitació prehistòrica de Son Massot / S'Aljub / Naveta Alemany | Monument arqueològic | Calvià                             | 39° 29′ 48″ N, 2° 31′ 34″ E / 39.496588°N,2.526141°E | RI-51-0001866 | Habitació prehistòrica de Son Massot / S'Aljub / Naveta Alemany (Calvià) · Vegeu més fotos d'aquest monument · Carregueu una nova foto d'aquest monument |
| Conjunt prehistòric de Son Miralles                             | Monument arqueològic | Calvià                             | 39° 30′ 20″ N, 2° 29′ 07″ E / 39.505434°N,2.485382°E | RI-51-0001867 | Conjunt prehistòric de Son Miralles (Calvià) · Vegeu més fotos d'aquest monument · Carregueu una nova foto d'aquest monument                             |
| Cova de Son Morei                                               | Monument arqueològic | Calvià                             | 39° 36′ 18″ N, 2° 34′ 09″ E / 39.604954°N,2.569097°E | RI-51-0001868 | Carregueu una nova foto d'aquest monument |
| Resta prehistòrica de Son Roig Vell / Puig de Fàtima            | Monument arqueològic | Calvià                             | 39° 33′ 51″ N, 2° 31′ 43″ E / 39.564176°N,2.528592°E | RI-51-0001869 | Carregueu una nova foto d'aquest monument |
| Turó fortificat de Torà / Puig des Moros de Ponent              | Monument arqueològic | Calvià                             | 39° 33′ 15″ N, 2° 28′ 30″ E / 39.554045°N,2.475129°E | RI-51-0001870 | Carregueu una nova foto d'aquest monument |
| Turó fortificat de Torà / Puig des Moros de Llevant             | Monument arqueològic | Calvià                             | 39° 33′ 16″ N, 2° 28′ 37″ E / 39.554494°N,2.476860°E | RI-51-0001871 | Carregueu una nova foto d'aquest monument |
| Conjunt prehistòric de Valldurgent / Sementer des Camí          | Monument arqueològic | Calvià                             | 39° 35′ 19″ N, 2° 33′ 10″ E / 39.588619°N,2.552893°E | RI-51-0001872 | Carregueu una nova foto d'aquest monument |
| Cova de Valldurgent                                             | Monument arqueològic | Calvià                             | 39° 35′ 08″ N, 2° 33′ 27″ E / 39.585538°N,2.557572°E | RI-51-0001873 | Carregueu una nova foto d'aquest monument |